# Cyornis
Cyornis es un género de aves paseriformes perteneciente a la familia Muscicapidae. Sus especies se distribuyen por la región indomalaya y la Wallacea.

## Especies
Se reconocen las siguientes especies:
- Cyornis banyumas — papamoscas de Banyumas;
- Cyornis brunneatus — papamoscas pechipardo;
- Cyornis caerulatus — papamoscas picoancho;
- Cyornis colonus — papamoscas de la Sula;
- Cyornis concretus — papamoscas coliblanco;
- Cyornis djampeanus — papamoscas de Tanah Jampea;
- Cyornis glaucicomans — papamoscas de Yunnan;
- Cyornis hainanus — papamoscas de Hainan;
- Cyornis herioti — papamoscas pechiazul;
- Cyornis hoevelli — papamoscas frentiazul;
- Cyornis hyacinthinus — papamoscas jacintino;
- Cyornis lemprieri — papamoscas de Balabac;
- Cyornis magnirostris — papamoscas picogrande;
- Cyornis nicobaricus — papamoscas de las Nicobar;
- Cyornis olivaceus — papamoscas dorsioliva;
- Cyornis omissus — papamoscas de Célebes;
- Cyornis oscillans — papamoscas de Flores;
- Cyornis pallipes — papamoscas ventriblanco;
- Cyornis pelingensis — papamoscas de Peleng;
- Cyornis poliogenys — papamoscas de Brooks;
- Cyornis rubeculoides — papamoscas gorgiazul;
- Cyornis ruckii — papamoscas de Rück;
- Cyornis ruficauda — papamoscas colirrufo;
- Cyornis rufigastra — papamoscas de manglar;
- Cyornis sanfordi — papamoscas de Sanford;
- Cyornis superbus — papamoscas de Borneo;
- Cyornis tickelliae — papamoscas de Tickell;
- Cyornis turcosus — papamoscas malayo;
- Cyornis umbratilis — papamoscas pechigrís;
- Cyornis unicolor — papamoscas azulado.